# Bactericida
Un efecte bactericida és aquell que produeix la mort a un bacteri. Un efecte bactericida està produït per substàncies bactericides. Aquestes substàncies són secretades pels organismes com a mitjans defensius contra els bacteris.

## Substàncies bactericides
- Lisozim: Està present en la saliva, les llàgrimes, el mocs que protegeix les mucoses relacionades amb la lasofaringe. Provoca la mort dels bacteris quan s'estan multiplicant, trencant els enllaços entre les molècules de peptidoglican que forma la paret cel·lular dels bacteris grampositius. Al trencar-se aquests enllaços, es formen forats en la paret dels bacteris fent-los que entrin una gran quantitat d'aigua provocant la lisi osmòtica del bacteri.
- Aminoglucòsid
- Glucopèptid
- Quinilina
- Fosfomicina
- Polimixina
- Rifampicina